# Альфонс (острів)
Атол Альфонс — один з двох коралових атолів групи островів Альфонс, відноситься до Зовнішніх Сейшельських островів.

## Географія
Зазвичай атол Альфонс включають до групи Амірантських островів, хоча він знаходиться на 87 км південніше від основного архіпелагу, відокремлений глибоководною улоговиною. Альфонс розташований за 400 км на південний захід від острова Мае та за 3 км на північ від атолу Сен-Франсуа, другого острова з групи Альфонс. Атол Альфонс складається лише з одного однойменного острова. Площа острова Альфонс становить 1,74 км², площа всього атолу, включаючи рифи та лагуни, становить близько 8 км².
Острів має форму трикутника, довжина кожної зі сторін якого — 1200 м.
Клімат острова екваторіальний, не змінюється впродовж року.

## Історія
У XVI столітті на португальських мапах острови Альфонс, Сен-Франсуа та Біжутьє позначалися як острови Святого Франциска. 28 січня 1730 року острів був повторно відкритий шевальє Альфонсом де Понтевезом, командувачем французького фрегата «Le Lys».
Острів перебуває в приватній власності та був відкритий для відвідування лише у грудні 1999 року. На Альфонсі розташований невеликий п'ятизірковий готель Alphonse Island Resort, де зупиняються туристи, які захоплюються риболовлею. Також є ресторани та дайвінг-центр.

## Природа
Вздовж узбережжя розташовані білі смуги пляжів, які межують з кокосовими гаями та тропічними лісами. Ростуть папая та банани, є також залишки плантацій бавовни та сизалю, які влаштували на острові ще у XIX столітті.
Фауна Альфонса складається з черепах, крабів та різних видів птахів, зокрема популяції клинохвостого буревісника та хвилястого астрильда (Estrilda astrild). Разом із заселенням острова тут з'явився горобець хатній, також живуть домашні коти та щури. Ізольованість Альфонса привертає до себе перелітних птахів, через що Сейшельський Комітет із нагляду за птахами зареєстрував на Альфонсі найбільшу кількість різновидів птахів у цьому регіоні, зокрема єдиний випадок спостереження Vanellus gregarius у південній півкулі та перші на Сейшелах спостереження черні чубатої та вівчарика.
У мілководних лагунах водиться багато риби, морські черепахи, гігантські краби.

## Транспорт
На острові знаходиться аеропорт Альфонс (ICAO: FSAL), злітно-посадкова смуга якого становить 1214 метрів. З аеропорту кілька разів на тиждень відбуваються рейси до Мае, політ триває близько години.